# 哈尔滨医科大学
哈尔滨医科大学，简称哈医大，位于黑龙江省哈尔滨市，是中国最早成立的医科大学之一，中西部高校基础能力建设工程院校。
哈医大为首批试办七年制高等医学教育的院校之一，与三所国外院校联合办学。
现有教职工1万余人，在校各类全日制学生达1万余人，其中研究生3000余人。

## 历史沿革
- 1926年9月，中国医学先驱伍连德博士创建哈尔滨医学专门学校，即哈尔滨医科大学前身。
- 1931年，中国工农红军卫生学校在江西瑞金建立，后改名为兴山中国医科大学，中华人民共和国成立后与哈尔滨医科大学合并。
- 1949年4月，哈尔滨医科大学与中国医科大学一、二分校合并，组建成新的哈尔滨医科大学。
- 1954年，哈尔滨医科大学划归卫生部直属。
- 1956年6月，更名为哈尔滨医学院。
- 1958年4月，卫生部将哈尔滨医学院整体移交给黑龙江省卫生厅领导，11月，恢复哈尔滨医科大学校名。
- 2004年，哈尔滨医科大学大庆校区落成。

## 校园环境
主校区位于黑龙江省哈尔滨市南岗区学府路，另有五个附属医院；在黑龙江省大庆市设有哈尔滨医科大学大庆校区，位于大庆市高新技术开发区（龙凤区）。2004年校区建成，并于当年开始招生。主校区面积236万平方米。

## 历任校长
- 李鄂 1949年-1951年
- 季中朴 1951年-1955年
- 李亭植 1955年-1967年
- 周旋 1967年-1972年
- 张一民 1972年-1974年
- 王禹明 1974年-1978年
- 李亚非 1978年-1981年
- 刘守忠 1981年-1983年
- 于维汉 1983年-1984年
- 隋永起 1984年-1989年
- 金铮 1989年-1997年
- 金连弘 1997年-2001年
- 杨宝峰 2001年-2018年
- 张学 2018年-2023年
- 季勇 2023年-

## 学院设置
- 基础医学学院
- 公共卫生学院
- 药学院
- 卫生管理学院
- 生物信息系
- 人文社会科学系
- 研究生学院
- 成人教育学院（继续教育学院）
- 哈尔滨医科大学附属第一医院
- 哈尔滨医科大学附属第二医院
- 哈尔滨医科大学附属肿瘤医院
- 哈尔滨医科大学附属第四医院
- 大庆市人民医院
- 哈尔滨医科大学附属第六医院
- 口腔医学院
- 护理学院
- 大庆校区

## 国家重点学科（含培育）
- 营养与食品卫生学
- 药理学
- 普外科

## 声望与排名

### 校友会中国大学排名
| 年份 | 排名 | 排行榜                   |
| ---- | ---- | ------------------------ |
| 2020 | 21   | 校友会地方双一流大学排名 |
| 2020 | 105  | 校友会中国大学排名       |
| 2021 | 15   | 校友会中国双非大学排名   |
| 2021 | 85   | 校友会中国大学排名       |
| 2022 | 104  | 校友会中国大学排名       |
| 2023 | 103  | 校友会中国大学排名       |
| 2024 | 102  | 校友会中国大学排名       |

### 自然指数排名（Nature Index）
| Year | Rank | Valuer                                     |
| ---- | ---- | ------------------------------------------ |
| 2022 | 206  | 自然指数排名世界年轻大学 - 大专学府 - 中国 |
| 2023 | 145  | 自然指数排名世界年轻大学 - 大专学府 - 中国 |
| 2024 | 171  | 自然指数排名世界年轻大学 - 大专学府 - 中国 |

### 美国新闻与世界报道世界大学排名
| 年份 | 排名 | 排行榜                         |
| ---- | ---- | ------------------------------ |
| 2022 | 1027 | 美国新闻与世界报道世界大学排名 |
| 2024 | 1030 | 美国新闻与世界报道世界大学排名 |